# 性喚起障礙
性喚起障礙（Sexual arousal disorder）是指在一般會有性兴奋的情境下，沒有性幻想及性欲的情形，或是沒有性兴奋後的典型身體反應。此疾病定義在精神疾病診斷與統計手冊（DSM-IV）中。此症狀和性慾低下症不同。
「性喚起障礙」多半是對於女性的診斷（女性性功能障碍），男性則會用勃起功能障碍（ED）此一詞語。

## 病徵及症狀
女性性喚起障礙的症狀包括有：
- 在有性刺激時，陰道沒有濕潤
- 在有性刺激時，陰道沒有伸長
- 在有性刺激時，性器官充血腫脹（英语：tumescence）的程度降低
- 在有性刺激時，性器官或乳頭的感覺減弱。

不過，缺乏生理的性喚起是否可以當作此疾病的症狀，目前仍有疑問。研究指出性喚起障礙的女性以及沒有此疾病的女性，在經歷到性刺激時的生理反應是相近的

## 病因
此疾病的病因和一般人所想像的相反，性喚起障礙的疾病不一定是因為缺乏性喚起經驗所造成的。可能的病因有心理因素以及情緒因素，例如抑鬱、憤怒及壓力，也可能是人際關係因素，例如衝突或是缺乏信任，醫學因素包括有荷爾蒙不足、區域性血流下降、神經受損，以及娛樂性用藥。沒有性喚起可能是普遍性的性慾下降，或是對目前的伴侶沒有性慾（情境型）。一個人有可能一生都沒有性慾，或性慾很低，也有可能是因為後天因素，使其性慾降低。
有一些藥物（像是SSRI）會造成性喚起的問題，可能是在用藥過程中，也可能是在停藥後。在一些很少見的例子中，SSRI會造成性喚起的減少，就算停藥後幾個月到數年，仍有此問題，這稱為是SSRI致性功能障碍（PSSD）。

## 診斷
心理師會先確認是否有心理及情緒上的問題，性治療師會澄清有關關係的問題，而醫師會確認是否有醫學上的問題。若要進行診斷，就診女性在以下六個症狀中，至少要出現三個，而且要持續至少六個月：
- 對性行為沒有興趣或是興趣明顯降低。
- 對於性（或情慾）有關的想法或是性幻想，沒有興趣或是興趣明顯降低。
- 對開始性行為或是接受性行為，沒有興趣或是興趣明顯降低。
- 對於大部份性接觸，沒有興奮或愉悅（或是程度明顯降低）。
- 對於情慾暗示的性回應，沒有興趣或是興趣明顯降低。
- 對於性活動時，性器官或是其他部位，沒有反應或是反應明顯降低。

這可能是與生具來的，也可能是後天造成的。

## 治療
依照病因的不同，可能會用激素療法，或是其他促進局部血流流通的藥物（例如西地那非）。
布美诺肽（以前稱為PT-141）曾在臨床試驗中用來增加女性的性慾。2014年時，製造此藥物的Palatin公司，提出了III期臨床試驗，以確認其效果。
在治療性喚起障礙時，已確定性玩具按摩棒是有幫助的。會用按摩棒（有時會稱為「按摩器」）來產生性愉悅。有些按摩棒是已在FDA登記，可以治療性喚起障礙，像是MysteryVibe的Crescendo。